# Cinnabarit
A cinnabarit (más néven cinóber) vörös színű ásvány. Kémiailag higany-szulfid, trigonális kristályrendszerben kristályosodik. Fenn-nőtt szépen fejlett kristályokban is előfordul. Prizmás, dipiramisos és romboéderes kristályai ritkábban ikresedve is megjelennek. Durva kristályos halmazokban, tömeges kristálycsoportokban, hintett szemcsékben vagy ércesedésben földes tömegekben fordul elő. A szulfidok ásványegyüttesének tagja, rokonságot mutat a tetraedrittel.
Hasonló ásványok: realgár (arzén-szulfid), eritrin (kobalt-arzenát), hematit (vas-oxid), kuprit (réz-oxid).
Kísérő ásványok: pirit, kalkopirit, hematit, szfalerit, markazit, sziderit, barit, dolomit, kalcit, opál, galenit.

## Kémiai és fizikai tulajdonságai
- Képlete: HgS.
- Szimmetriája: a trigonális kristályrendszerben kristályai több szimmetriaelemet tartalmaznak.
- Sűrűsége: 8,1 g/cm3.
- Keménysége: 2,0-2,5 lágy ásvány (a Mohs-féle keménységi skála szerint).
- Hasadása: tökéletesen hasad a lapok mentén.
- Törése: rideg ásvány, kagylósan egyenetlenül törik.
- Színe: vörös (cinóbervörös), esetenként szürke futtatással.
- Fénye: gyémánt vagy félig fémes fényű.
- Átlátszósága: vékony lemezekben átlátszó, tömeges megjelenésben opak.
- Pora: skarlátvörös.
- Elméleti higanytartalma: Hg= 86,2%.

## Keletkezése
Vulkanikus csatornákban 560 °C-nál magasabb hőmérsékleten forró folyadékokból kiváló hidrotermás ércásvány, metaszomatikus képződései is ismertek.
Áthalmozott másodlagos telepeket is alkot.

## Felhasználása
Első felhasználása 4500 évvel ezelőttről ismert, Kínában és az ókori Egyiptomban. Főleg festékanyagként (cinóber) kedvelték színtartóssága miatt. Freskók festésében pigmentjeinek fontos szerepe volt. Kínában a gyógyászati alkalmazása is több évezredre tekint vissza. Az ókorban szépítőszernek, kozmetikumnak is használták. Oxidációjával (pörköléssel) könnyen kinyerhető volt a magas higanytartalom, ezt az eljárást már Dioszkoridész is leírta.
A tükörgyártásban fontos alapanyag volt. Az alkimisták fontos kiindulóanyagnak tartották és használták. A gyógyászatban a szifilisz egyetlen gyógyszerének tartották.
Mivel a higany már kis mennyiségben is mérgező, előállítása ezért visszaszorult.

## Előfordulásai

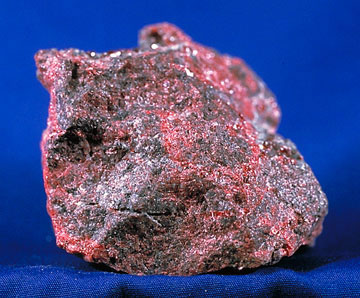
Cinnabarit ércesedés

Spanyolországban Almadenban. Olaszország területén Monte Amiata bányáiban. Szlovénia területén Idrijában. Szlovákia területén Besztercebányán. Németországban Moschellenburgban. Oroszország területén az Urál-hegységben több helyen. Algéria területén is vannak jelentősebb előfordulások. Kína és Japán területén több helyen bányászták. Az Amerikai Egyesült Államok területén Arizona, Texas szövetségi államokban vannak jelentősebb előfordulások.

### Magyarországon
A Velencei-hegységben a tetraedrit mállástermékeként por alakban fordul elő. Pátka közelében a Kőrakás-hegy és a szűzvári-malom teléreiben kisebb foltokban találták meg. Rudabánya Andrássy II. nevű bányarészében terméshigany-cseppecskék mellett földes megjelenésű cinnabarit is előfordult. Gyöngyösoroszi bányáiban több telérben találtak cinnabaritot. Gyöngyössolymos közelében Asztagkő-hegy antimonos ércesedésű teléreiban találtak cinnabaritot. A közigazgatásilag Sátoraljaújhely városhoz tartozó Rudabányácskán középkori aranybányászat nyomait találták meg, ahol kvarcittal hidrotermásan cinnabarit kiválást is találtak. Földtani különlegességnek számít, hogy Budapesten a békásmegyeri kőfejtőben kalcitos erek kitöltőanyagaként higanyban, így cinnabaritban feldúsult szegélyek találhatók.